# みづき菜奈
みづき 菜奈（みづき なな、1985年12月16日 - ）は、日本の元AV女優。
宮城県出身。身長:156cm。スリーサイズ:B88(E-70)・W59・H84。血液型:B型。
趣味・特技:ボウリング、卓球

## 略歴
2006年3月にAVデビュー。
2008年に引退したもよう。

## 出演作品

### アダルトビデオ
2006年
- 北の国から。 （3月24日（セル）／3月31日（レンタル）、メディアバンク）
- 制服でエッチしよっ♥ （4月21日（セル）／4月30日（レンタル）、メディアバンク）
- みづき菜奈のかんなりハード （5月19日（セル）／5月31日（レンタル）、メディアバンク）
- Deep Sex （6月23日（セル）／6月30日（レンタル）、メディアバンク）
- みづき菜奈 4時間傑作選 BEST OF NANA's SEXXX （8月11日（セル）／8月31日（レンタル）、メディアバンク） ※総集編
- ふたなり姉妹 （11月17日、TMA）…共演:野々宮りん、早乙女みなき

2007年
- ゲキシャ/008 （11月30日、ゴーゴーズ） ※「Nana」名義
- ふたなり白百合女学院 （12月1日、TMA）…共演:ほしのみゆ、清原りょう、水姫麗奈、小笠原愛 ※AVグランプリ2008 グランプリステージ エントリー作品
- 少女の過ち 03 （12月1日、プレステージ）
- 潜入ルポ! 逆ナンが盛んなゲームセンター （12月6日、Hunter）…共演:那月朱里 ほか
- おはズボッ! 待ってッ マジ無理!ありえない!! （1月11日（レンタル）／2009年1月16日（セル）、アテナ映像）…オムニバス作品 他出演:堀口奈津美、並木沙耶、飯島くらら、奈々倉りん、紅城まゆ

2008年
- ミニスカブーツCOLLECTION 4時間 2 （1月18日、TMA）…オムニバス作品 他出演:紅音ほたる、飯島夏希、ほしのみゆ、清原りょう、澄川ロア、さくら奈々、水沢心音、水姫麗奈、蜜井とわ
- エロい素人娘のヌレヌレまんこに生ハメ!! （2月9日、フリーダム）
- ハメ★チェキ! 〜おもらし娘〜 （6月21日、h.m.p）

　他

## 電子書籍

### デジタル写真集
- 妹のめばえ （2006年5月11日、イースト・プレス）
- 人妻ラブドール 若妻OLオフィス不倫 なな （2009年5月14日、SKOAL）
- 人妻ラブドール 若妻不倫昼下がり なな （2009年6月11日、SKOAL）